# Micropogonias megalops
Micropogonias megalops es una especie de pez de la familia Sciaenidae en el orden de los Perciformes.

## Morfología
• Los machos pueden llegar alcanzar los 40 cm de longitud total.

## Hábitat
Es un pez de clima subtropical y bentopelágico que vive hasta los 26 m de profundidad.

## Distribución geográfica
Se encuentra en el Océano Pacífico oriental central: México.

## Observaciones
Es inofensivo para los humanos.